# 紫葉狼尾草

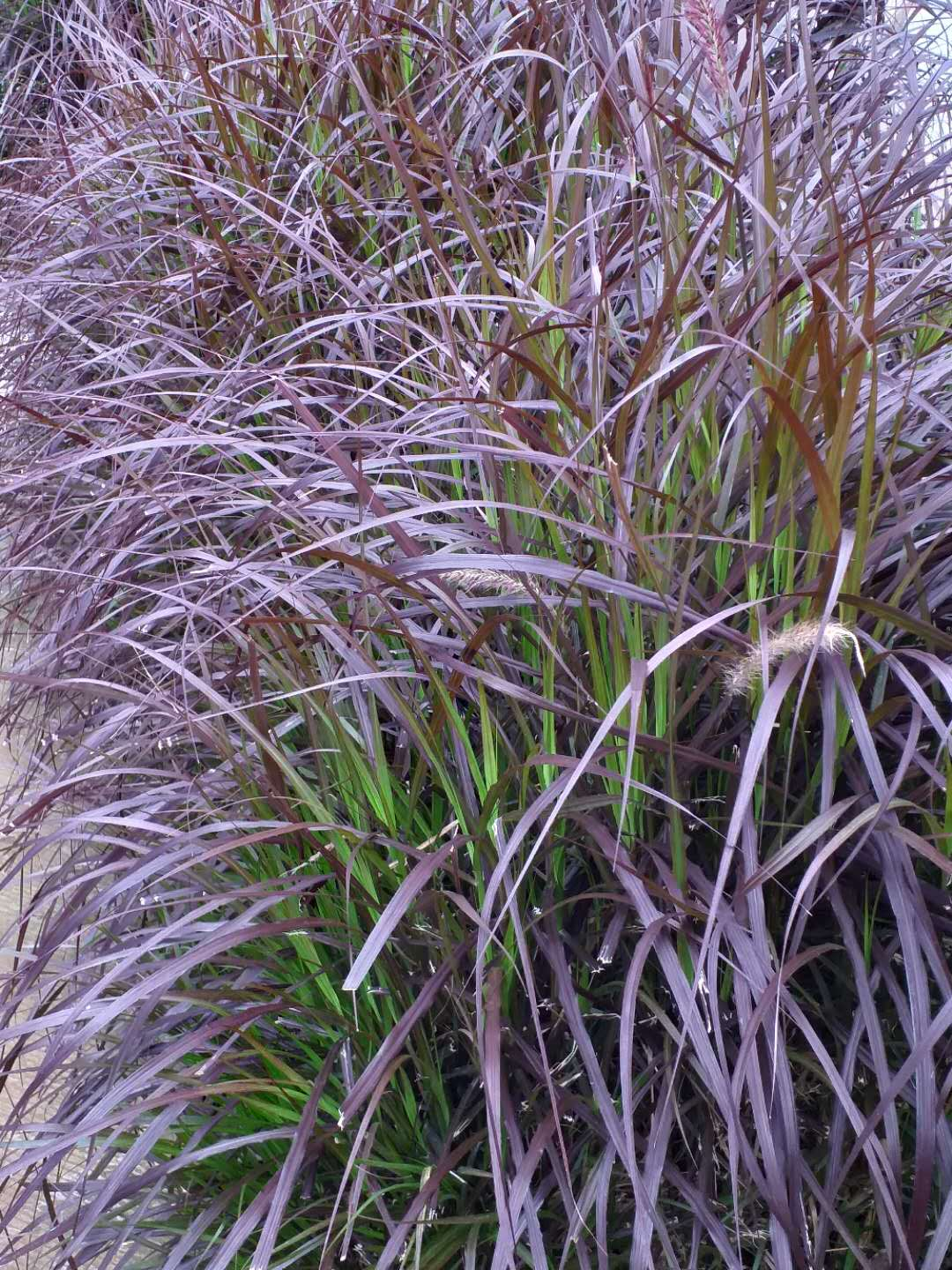
園藝栽培種

紫葉狼尾草（学名：Pennisetum setaceum 'Rubrum）是一種多年生禾本科植物。為台灣本地自生的野生狼尾草當中的一種，遍佈於台灣各地。其中南投地區與彰化溪州鄉有較大面積之栽培，主要以其嫩芽供應餐廳烹煮蔬菜或榨汁等使用，恆春地區有部分飼養戶則是為了飼養山羊而栽植。

## 型態
依據台灣畜產試驗所從全省9個地點蒐集所得資料，株高可達4-5公尺 ，葉長約80–90公分，葉寬約2.5 - 3.0 公分，為中高莖品系。莖徑為1.2-1.8 公分，分糱數16-24支。全株莖、葉、花穗均為紫色。葉身、葉鞘與葉緣基部有茸毛。莖皮紫色有蠟質。花絲白色，成熟花藥黃色。種子大小與綠色種一般。

## 用途

### 觀賞
紫葉狼尾草因造型獨特是很受歡迎的觀賞植物。

### 牧草
狼尾草是台灣主要自產芻料作物之一，經過台灣畜產試驗所多年育種與栽培研究，已陸續選育出各具特色的品種。以紫葉狼尾草「狼尾草台畜草5號」為例，在作為飼料之外，因其葉片具抗氧化能力，無論作為蔬菜（嫩芽部分）或是作為「健康食品」已越來越受關注。

### 食用
以台灣畜產試驗所將台灣野生紫色狼尾草雜交選育出的「狼尾草台畜草5號」為例，因富含花青素、類黃酮等類似綠茶之高抗氧化成分，對降血壓、膽固醇，以及肝功能都能有所助益，因此已有業者陸續開發出牧草茶包、飲品和果凍等健康食品。

## 栽植
紫色狼尾草適應性強，栽培容易，且生長迅速。因能抗病蟲害，不必施用農藥，被視為優良的環保植物。

### 引用
1. 1 2 3  成游貴、王紓愍、陳嘉昇.  (pdf). 畜產研究. 2003-01-16  [2020-10-09] （中文）.[]
2. ↑  李姿蓉．林正斌. . 台灣行政院農業委員會畜產試驗所. 2015/07(第277期)  [2020-10-09]. （原始内容存档于2020-10-10） （中文）.
3. 1 2 3  林正斌. . 台灣農委會畜產實驗所.   [2020-10-09]. （原始内容存档于2020-01-29） （中文）.

### 來源
- .   [2020-10-09]. （原始内容存档于2020-08-04） （中文）.
- .   [2020-10-09]. （原始内容存档于2020-10-13） （中文）.
- .   [2020-10-09]. （原始内容存档于2018-09-16） （中文）.
- （中文）.
- .   [2020-10-09]. （原始内容存档于2018-12-09） （中文）.

## 擴展閱讀
- 維基物種上的相關：紫葉狼尾草
- 维基共享资源上的相關多媒體資源：紫葉狼尾草